# Julian Ras
Julian Ras (Haarlem, 24 april 2001) is een Nederlands acteur.

## Filmografie
- 2011: Bennie Stout - Wout
- 2012: De Club van Sinterklaas & Het Geheim van de Speelgoeddokter - Mees
- 2014: Bouwdorp - Bas
- 2014: Johan Cruijff: logisch is anders - Jopie (de jonge Johan), aflevering 1 en 4.
- 2014: Dummie de Mummie - Goos Guts
- 2015: Dummie de Mummie en de Sfinx van Shakaba - Goos Guts
- 2016: Meesterspion - Jules
- 2016: Alleen op de Wereld - Remi
- 2017: Hotel de grote L - Kos
- 2017: Dummie de Mummie en de tombe van Achnetoet - Goos Guts
- 2018: Judas - Willem Holleeder (tiener)
- 2019: Flikken Maastricht - Martin (gastrol)
- 2019: Mijn bijzonder rare week met Tess - Jorre
- 2019: Kees & Co - Tom
- 2020: Oogappels - leerling
- 2020: Dit zijn wij - Kasper
- 2022: Tweede Hans - Camperbezorger
- 2023: Het Geheugenspel - Bert Ruttenberg
- 2024: The Passion - Discipel
- 2024: Gooische Vrouwen - Buurjongen

## Prijzen
- 2017: Winnaar Internationaal filmfestival Schlingel (D) Beste Hauptdarsteller voor zijn hoofdrol in de familiefilm Hotel de grote L.[1]